# Croisances
Croisances är en kommun i departementet Haute-Loire i regionen Auvergne-Rhône-Alpes i centrala Frankrike. Kommunen ligger i kantonen Saugues som tillhör arrondissementet Brioude. År 2017 hade Croisances 30 invånare.

## Befolkningsutveckling
Antalet invånare i kommunen Croisances
| Referens: INSEE |